# 從征
从征，跟随军队出征。
从征在明朝是兵源名称，明代初期卫所军士之一种。明太祖朱元璋原部将率领的军士。平定一个地区后，就留下来戍守，世代为军，称之为从征。